# Amílcar Cabral
Amílcar Lopes da Costa Cabral (Bafatá, Guiné Portuguesa, actual Guiné-Bissau, 12 de setembro de 1924 — Conacri, 20 de janeiro de 1973) foi um político, agrónomo e teórico marxista da Guiné-Bissau e de Cabo Verde.

## Biografia
Filho de Juvenal Lopes Cabral (cabo-verdiano), professor, e de Iva Pinhel Évora (caboverdiana natural da ilha de Santiago) nasceu em Bafatá, Guiné-Bissau, onde o seu pai foi colocado à época, como professor.
Aos oito anos de idade, sua família mudou-se para Cabo Verde, estabelecendo-se em Santa Catarina (ilha de Santiago), que passou a ser a cidade de sua infância, onde completou o ensino primário. De seguida mudou com a mãe e os irmãos para Mindelo, São Vicente, onde veio a terminar o curso liceal em 1943, no Liceu Gil Eanes. Como apontado por Patrícia Villen, sua adolescência remete a um período de intensa seca e fome na ilha. Nos anos 40, por exemplo, essa crise provocou a morte de 50 mil pessoas, além da emigração em massa de cabo-verdianos.
No ano seguinte, mudou-se para a cidade de Praia, na Ilha de Santiago, e começou a trabalhar na Imprensa Nacional, mas só por um ano pois, tendo conseguido uma bolsa de estudos, no ano de 1945 ingressou no Instituto Superior de Agronomia, em Lisboa. Foi aluno de destacados professores como Mário de Azevedo Gomes ou Carlos Manuel Leitão Baeta Neves. Único estudante negro de sua turma, Cabral logo se envolve em reuniões de grupos antifascistas e, ao lado de outros alunos vindos da África, tais como Mário de Andrade, Agostinho Neto e Marcelino dos Santos que conheceu na Casa dos Estudantes do Império "conhece vetores culturais da reafricanização dos espíritos do movimento da negritude dirigido por Léopold Sédar Senghor". Após graduar-se em 1950, trabalhou por dois anos na Estação Agronómica Nacional de Sacavém.
Contratado pelo Ministério do Ultramar como adjunto dos Serviços Agrícolas e Florestais da Guiné, regressou a Bissau em 1952. Iniciou seu trabalho na granja experimental de Pessube percorrendo grande parte do país, de porta em porta, durante o Recenseamento Agrícola de 1953 adquirindo um conhecimento profundo da realidade social vigente. Suas atividades políticas, como a criação da primeira a Associação Esportiva, Recreativa e Cultural da Guiné, aberta tanto aos "assimilados" quanto aos indígenas, reservam-lhe a antipatia do governador da colônia, Melo e Alvim, que o obriga a emigrar para Angola. Nesse país, torna-se signatário do "Manifesto de 1956", portanto um dos fundadores do Movimento Popular de Libertação de Angola (MPLA).
Em 1955, Cabral participa da Conferência de Bandung e toma conhecimento da questão afro-asiática. Em 1959 juntamente com Aristides Pereira, seu irmão Luís Cabral, Fernando Fortes, Júlio de Almeida e Elisée Turpin, funda o partido clandestino Partido Africano para a Independência da Guiné e Cabo Verde (PAIGC). Em 3 de agosto de 1959, o partido teve participação na greve de trabalhadores do porto de Pidjiguiti, fortemente reprimida pelo governo colonial, resultando na morte de 50 manifestantes e no ferimento de outras centenas. 
Articula, em janeiro de 1960, a criação da Frente Revolucionária Africana para a Independência Nacional das Colônias Portuguesas (FRAIN/CONCP), durante a 2ª Conferência dos Povos Africanos, realizada em Tunes. A FRAIN/CONCP seria fundamental para que o PAIGC pudesse sair da clandestinidade ao estabelecer uma delegação na cidade de Conacri, capital da República de Guiné-Conacri. Em 23 de janeiro de 1963 tem início a luta armada contra a metrópole colonialista, com o ataque ao quartel de Tite, no sul da Guiné-Bissau, a partir de bases na Guiné-Conacri. Quatro anos mais tarde, o PAIGC s

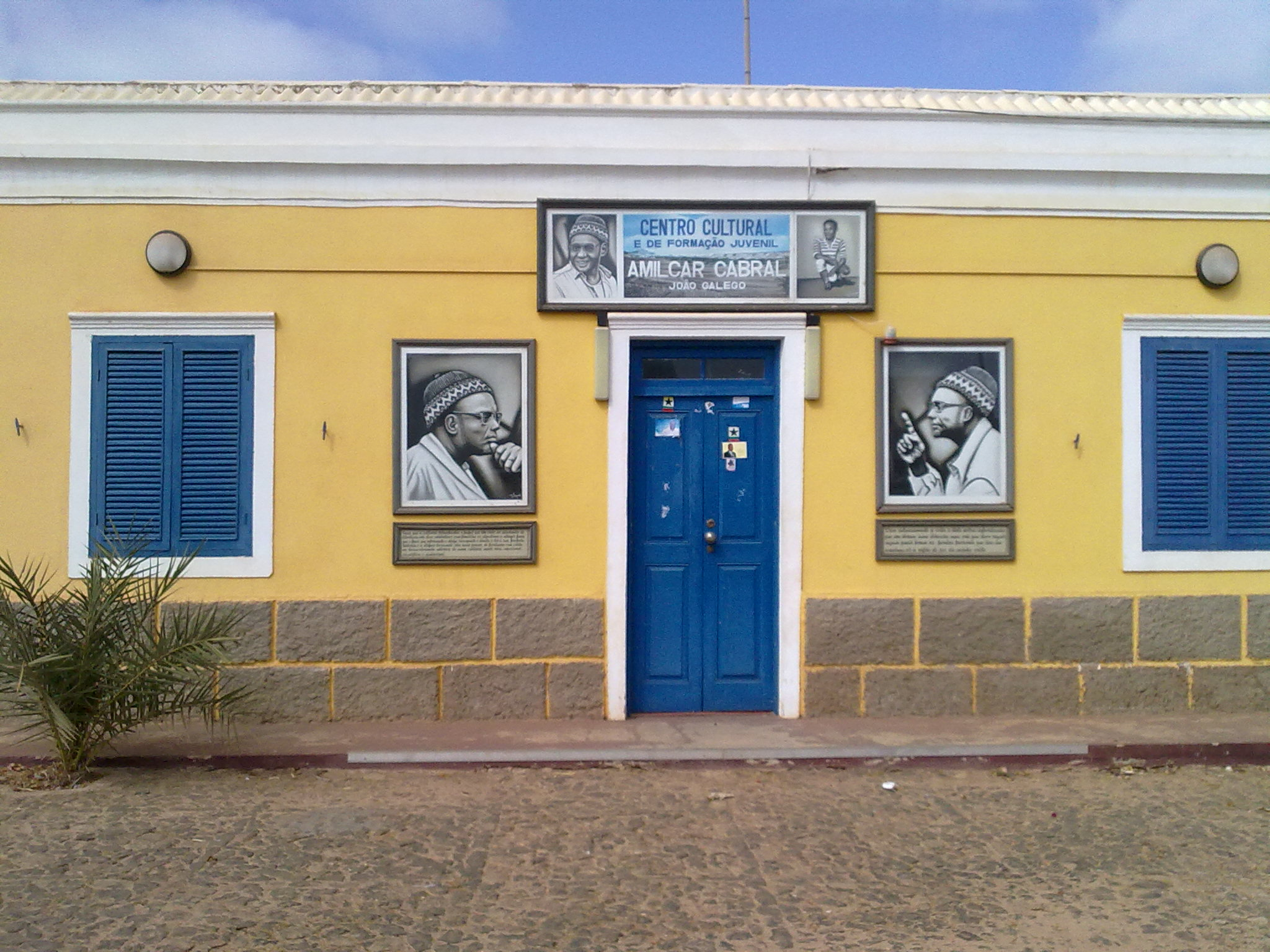
Centro Cultural Amílcar Cabral, em João Galego, em Cabo Verde

Em 1970, Amílcar Cabral, fazendo-se acompanhar de Agostinho Neto e Marcelino dos Santos, é recebido pelo Papa Paulo VI em audiência privada. Em 21 de novembro do mesmo ano, o Governador português da Guiné-Bissau determina o início da Operação Mar Verde, com a finalidade de capturar ou mesmo eliminar os líderes do PAIGC, então aquartelados em Conacri. A operação não teve sucesso.
Em 20 de janeiro de 1973, Amílcar Cabral é assassinado em Conacri, por dois membros de seu próprio partido. Amílcar Cabral profetizara seu fim, ao afirmar: "Se alguém me há de fazer mal, é quem está aqui entre nós. Ninguém mais pode estragar o PAIGC, só nós próprios." Aristides Pereira substituiu-o na chefia do PAIGC. Após a morte de Cabral, a luta armada se intensifica e a independência de Guiné-Bissau é proclamada, unilateralmente, em 24 de Setembro de 1973. Seu meio-irmão, Luís de Almeida Cabral, é nomeado o primeiro presidente do país.
Em 2020, foi reconhecido como o segundo maior líder mundial na história da humanidade, de acordo com uma classificação feita por historiadores para a "BBC World Histories Magazine". Esta avaliação foi resultado de um levantamento entre especialistas convocados pela revista, que foram solicitados a indicar a figura de liderança que, em sua opinião, mais significativamente exerceu poder de forma positiva sobre a humanidade.
A 10 de dezembro de 2022, foi agraciado, a título póstumo, com o grau de Grande-Colar da Ordem da Liberdade, de Portugal.

## Frases
"Perguntar-nos-ão se o colonialismo português não teve uma ação positiva na África. A justiça é sempre relativa. Para os africanos, que durante cinco séculos se opuseram à dominação colonial portuguesa, o colonialismo português é o inferno; e onde reina o mal, não há lugar para o bem". Amílcar Cabral. A arma da teoria.
"O nosso povo africano sabe muito bem que a serpente pode mudar de pele, mas é sempre uma serpente". Amílcar Cabral. Um povo que se liberta.
"Como sabe, nós temos uma longa caminhada juntamente com o povo português. Não foi decidido por nós, não foi decidido pelo povo português, foi decidido pelas circunstâncias históricas do tempo da Europa das Descobertas e pela classe de "antanho", como se diz em português antigo; mas é verdade, é isso! Há essa realidade concreta! Eu estou aqui falando português, como qualquer outro português, e infelizmente melhor do que centenas de milhares de portugueses que o Estado português tem deixado na ignorância e na miséria. [§] Nós marchamos juntos e, além disso, no nosso povo, seja em Cabo Verde seja na Guiné, existe toda uma ligação de sangue, não só de história mas também de sangue, e fundamentalmente de cultura, como o povo de Portugal. [...] Essa nossa cultura também está influenciada pela cultura portuguesa e nós estamos prontos a aceitar todo o aspecto positivo da cultura dos outros".
"Nós, em princípio, o nosso problema não é o de nos desligarmos do povo português. Se porventura em Portugal houvesse um regime que estivesse disposto a construir não só o futuro e o bem-estar do povo de Portugal mas também o nosso, mas em pé de absoluta igualdade, quer dizer que o Presidente da República pudesse ser de Cabo Verde, da Guiné, como de Portugal, etc., que todas as funções estatais, administrativas, etc. fossem igualmente possíveis para toda a gente, nós não veríamos nenhuma necessidade de estar a fazer a luta pela independência, porque todos já seriam independentes, num quadro humano muito mais largo e talvez muito mais eficaz do ponto de vista da História. [§] Mas infelizmente, como sabem, a coisa não é essa; o colonialismo português explorou o nosso povo da maneira mais bárbara e mais criminosa e quando reclamamos um direito de ser gente, nós mesmos, de sermos homens, parte da humanidade."
Mas nós nunca confundimos o "colonialismo português" com o "povo de Portugal", e temos feito tudo, na medida das nossas possibilidades, para preservar, apesar dos crimes cometidos pelos colonialistas portugueses, as possibilidades de uma cooperação eficaz com o povo de Portugal, numa base de independência, de igualdade de direitos e de reciprocidade de vantagens seja para o progresso da nossa terra, seja para o progresso do povo português. [§] O povo português está submetido há cerca de meio século a um regime que, pelas suas características, não pode ser deixado de ser chamado fascista. [§] A nossa luta é contra o colonialismo português. Nós somos povos africanos, ou um povo africano, lutando contra o colonialismo português, contra a dominação colonial portuguesa, mas não deixamos de ver a ligação que existe ente a luta antifascista e a luta anticolonialista.
Nós estamos absolutamente convencidos de que, se em Portugal se instalasse amanhã um governo que não fosse fascista, mas fosse democrático, progressista, reconhecedor dos direitos dos povos à autodeterminação e à independência, a nossa luta não teria razão de ser. Aí está a ligação íntima que pode existir entre a nossa luta e a luta antifascista em Portugal; mas também, vice-versa, estamos absolutamente convencidos de que, na medida em que os povos das colónias portuguesas avancem com a sua luta e se libertem totalmente de dominação colonial portuguesa, estarão contribuindo de uma maneira muito eficaz para a liquidação do regime fascista em Portugal. [...] Nós queremos entretanto exprimir claramente o seguinte: nós não confundimos a nossa luta, na nossa terra, com a luta do povo português; estão ligadas, mas nós, no interesse do nosso povo, combatemos contra o colonialismo português. Liquidar o fascismo em Portugal, se ele não se liquidar pela liquidação do colonialismo, isso é função dos próprios portugueses patriotas, que cada dia estão mais conscientes da necessidade de desenvolver a sua luta e de servir o melhor possível o seu povo".

## Livros de Amilcar Cabral Disponíveis On-Line
- Alguns Princípios do Partido, Amilcar Cabral
- Amilcar Cabral, Revolution in Guinea: An African People’s Struggle (London: Stage 1, 1967), pp. 57.